# Calea ferată Golenți–Poiana Mare
Calea ferată Golenți–Poiana Mare este o cale ferată din România care leagă Golenți de Poiana Mare ambele din județul Dolj. Construcția a început în anul 1943 la inițiativa primarului Marin Stănoiu din Poiana Mare, dar a fost oprită din cauza celui de-Al Doilea Război Mondial și a fost reluată în anul 1949 cu aprobarea mareșalului Ion Antonescu. Aceasta are o lungime de 7 km. În acest moment este contractată de Regio Călători. În trecut a fost operată de CFR Călători. Calea ferată ar putea fi redeschisă din cauza Podului Calafat-Vidin. Calea ferată se află pe Magistrala CFR 900 fiind secția 913 Golenți - Poiana Mare. Aceasta se unește cu Calea ferată Craiova-Calafat în Gara Golenți.